# سفارة أفغانستان في الولايات المتحدة
سفارة أفغانستان في الولايات المتحدة هي أرفع تمثيل دبلوماسي لدولة أفغانستان لدى الولايات المتحدة. تقع السفارة في شمال غربي واشنطن العاصمة وهي تهدف لتعزيز المصالح الأفغانية في الولايات المتحدة.

## وصلات خارجية
- قائمة سفارات أفغانستان
- قائمة السفارات في الولايات المتحدة